# Nobuea
Nobuea là một chi động vật chân bụng trong họ Cyclophoridae. 
Nó gồm các loài:
- Nobuea kurodai